# Duangjai Hirunsri
Duangjai Hirunsri (ดวงใจ หิรัญศรี), nota anche con lo pseudonimo di Phiao (เพียว) (Bangkok, 1º gennaio 1980), è un'attrice thailandese.

## Biografia
Nata nel 1980, ha studiato all'Università Thammasat ed è membro dell'Anatta Theatre Troupe. È famosa soprattutto per la sua interpretazione di Oh nella serie televisiva svedese 30 Degrees in February e per quella della madre di Tam in The Blue Hour, ruolo per il quale ha ricevuto una candidatura come "Miglior attrice non protagonista" ai Suphannahong National Film Awards.

## Filmografia

### Cinema
- Mysterious Object at Noon, regia di Apichatpong Weerasethakul (2000)
- Patong Girl, regia di Susanna Salonen (2014)
- The Last Executioner, regia di Tom Waller (2014)
- The Blue Hour, regia di Anucha Boonyawatana (2015)
- Take Me Home, regia di Kongkiat Khomsiri (2016)

### Televisione
- Ma fille est innocente - film TV (2007)
- 30 Degrees in February - serie TV (2012, 2016)
- Phuean hian.. rongrian lon - serie TV, episodio 13 (2015)